# Parafia św. Stanisława Biskupa Męczennika w Glinojecku
Parafia pw. św. Stanisława Biskupa Męczennika w Glinojecku – parafia rzymskokatolicka należąca do dekanatu strzegowskiego, diecezji płockiej, metropolii warszawskiej. Siedziba parafii mieści się przy ulicy Kościelnej 1. Duszpasterstwo w niej prowadzą księża diecezjalni.

## Zasięg parafii
W granicach parafii znajdują się miejscowości:

- miasto Glinojeck
- Dukt,
- Nowy Garwarz,
- Stary Garwarz,
- Głodowo,
- Huta,
- Juliszewo,
- Kamionka,
- Kowalewko,
- Krusz,
- Luszewo,
- Szyjki,
- Stare Szyjki,
- Śródborze,
- Wkra,
- Wólka Garwarska,
- Zalesie,
- Zarośle,
- Żeleźnia.

## Grupy parafialne
- Chór
- Ministranci
- Marianki
- Lektorzy
- Rycerze Jana Pawła II
- Wspólnota „Margaretka”
- Koło Żywego Różańca
- Różaniec rodziców za dzieci
- Wspólnota „Małych Rycerzy NSPJ”
- Koło Miłosierdzia św. Matki Teresy z Kalkuty

## Proboszczowie
- ks. Paweł Bońkowski (1807–1827)
- ks. Ignacy Mariański (1827–1830)
- ks. Franciszek Borawski (1830–1844)
- ks. Konstanty Kamiński (1844–1853)
- ks. Aleksy Łasiewski (1853–1857)
- ks. Augustyn Krużmanowski (1857–1863)
- ks. Franciszek Cędrowski (1863–1884)
- ks. Franciszek Choromański (1884–1891)
- ks. Franciszek Krężelski (1891–1905)
- ks. Stanisław Augustyński (1905–1949)
- ks. Kazimierz Gwiazda (1949–1965)
- ks. Jan Gach (1965–1974)
- ks. Franciszek Salak (1974–1979)
- ks. Józef Jaworski (1979–1980)
- ks. Franciszek Gal (1980–1998)
- ks. Marian Matusiak (1998–2004)
- ks. kan. Stanisław Mariański (2004–2014)
- ks. kan. Adam Staniszewski (2014–2022)
- ks. Rafał Pabich (2022–2024)[1]
- ks. Krzysztof Ruciński (od 2024)[2]